# ЭГ
ЭГ — экспериментальный геликоптер ОКБ Яковлева. Экспериментальный образец с соосной схемой лопастей. В разработке принимали участие специалисты ОКБ Камова. Испытания проходили с 1947 по 1948 год.

## Описание
Главный конструктор вертолёта Сергей Арсентьевич Бемов, заместитель — И. А. Эрлих. В ходе разработки специалисты ЦАГИ и ОКБ Яковлева посетили фирму Breguet Aviation и знакомились с довоенной разработкой Dorand с коаксиальными винтами, а также прототипом гироплана G-IIE.
Вертолёт имел двухместную кабину с расположением кресел рядом друг с другом, трёхточечное шасси, хвостовой костыль, один горизонтальный и два вертикальных хвостовых стабилизатора. Один из прототипов начала 1947 года, Изделие Ш (от Шутка), испытывавшихся на привязи, показал, что костыль и форма хвостового оперения смещают баланс машины назад, затрудняют управление и могут привести к посадочному резонансу. Хвост вертолёта подвергся модернизации, после которой прототип показал лучшую управляемость и лётные качества на малых скоростях. На скоростях же больше 30 км/ч фюзеляж угрожающе вибрировал, что снова затрудняло управление.
Первый опытный полёт на ЭГ выполнил 20 декабря 1947 года лётчик-испытатель В. В. Тезавровский.
Программа закрыта в 1948 году как из-за некоторых технических проблем, так и за счёт появления более удачной модели лёгкого вертолёта Ми-1.

## ТТХ
- Силовая установка: 5-цилиндровый М-11ФР-1 в/о 140 л/с
- Диаметр лопастей 10,0 м
- Длина 6,53 м
- Взлётная масса 1020 кг
- Масса пустого 878 кг
- Полезная нагрузка 142 кг
- Запас топлива 50 кг
- Крейсерская скорость при полёте на уровне моря 150 км/ч
  - Скорость, достигнутая на испытаниях 70 км/ч
- Потолок висения 250 м
- Практический потолок 2700 м
  - Практический потолок, достигнутый на испытаниях 180 м
- Дальность 235 км

### Аналоги
- Як-100
- Ми-1